# Dumovec
Dumovec je naselje u sastavu Grada Zagreba. Nalazi se u gradskoj četvrti Sesvete. Naselje se neformalno dijeli na stari Dumovec (sjeverni dio naselja) i novi Dumovec (južni dio naselja), poznat i kao Dumovečki lug.[nedostaje izvor]
U Dumovcu se nalazi zagrebačko sklonište za nezbrinute životinje, groblje za kućne ljubimce, utočište za divlje životinje i sklonište za mačke.
Izgrađeno je okretište za autobuse Zagrebačkog električnog tramvaja, a naselje je autobusnom linijom 276 povezano s Kvaternikovim trgom i linijom 284 sa Sesvetama. 

## Stanovništvo
Prema popisu stanovništva iz 2001. godine, naselje je imalo 745 stanovnika te 199 obiteljskih kućanstava. Od 903 stanovnika 2011. godine broj je pao na 840 stanovnika 2021.
| broj stanovnika | 93    | 129   | 132   | 151   | 187   | 198   | 192   | 218   | 231   | 233   | 260   | 265   | 401   | 465   | 745   | 903   | 840   |
|                 | 1857. | 1869. | 1880. | 1890. | 1900. | 1910. | 1921. | 1931. | 1948. | 1953. | 1961. | 1971. | 1981. | 1991. | 2001. | 2011. | 2021. |